# Плоски
Пло̀ски е село в Югозападна България. То се намира в община Сандански, област Благоевград.

## География
Село Плоски се намира в западния склон на Пирин, на 6,5 km от главен път Е79 на 16 km от Сандански, на 62 km от Благоевград, на 155 km от София и на 155 km от Солун.
Площта на землището на Плоски е около 100 km2. Надморска височина: център – 544 m, църквата – 634 m, Долната махала – 447 m.

## История
Край селото има останки от тракийско и римско време, и от Средновековието. По-късно селото е турски чифлик. Жителите са се препитавали от гората. В местностите Елово и Долното плавило е имало чаркове.
В „Етнография на вилаетите Адрианопол, Монастир и Салоника“, издадена в Константинопол в 1878 година и отразяваща статистиката на населението от 1873 година, Плоски (Ploski) е посочено като село със 76 домакинства и 150 жители мюсюлмани и 55 българи.
В 1891 година Георги Стрезов пише за селото:
| „ | Плоска, на СЗ от града 17 часа път. Броят на къщите е до 150: 90 турски с 60 български. Разположена е в полите на Пирин. | “ |

В 1891 година наброява 400 българи и 920 мохамедани. Към 1900 година според статистиката на Васил Кънчов („Македония. Етнография и статистика“) населението на селото е 1340 души, от които 400 българи-християни, 750 турци и 190 цигани.
В 1912 година селото е освободено по време на Балканската война. След войните в Плоски се заселват бежанци от Егейска Македония и от Каршияка - главно от Игралище, Махалата, Палат.
В 1914 година на най-високата точка е построена църквата „Успение Богородично“. На Голяма Богородица е и селският събор. В 10-те години на XXI век на оброчището Свети Илия в северозападната част на селото е построен параклис „Свети Илия“.

## Население

### Етнически състав
Преброяване на населението през 2011 г.
Численост и дял на етническите групи според преброяването на населението през 2011 г.:
|                     | Численост |
| Общо                | 631       |
| Българи             | 601       |
| Турци               | -         |
| Цигани              | -         |
| Други               | -         |
| Не се самоопределят | -         |
| Неотговорили        | 29        |

## Галерия
- Изглед от Кермидол
- Изглед от Гуменци
- Изглед от връх Турлино
- Изглед от църквата
- Фолклорна група от Плоски

## Личности
Родени в Плоски
- Иван Ст. Мишников, български революционер, деец на ВМРО, интерниран в гр. Стара Загора през 1935 г.[7]
- Иван Катарджиев (1931 - 2018), историк от Република Македония
- Йордан Руйчев (1913 - 1948), български революционер, горянин
- Стойка Тодорова Димитрова (р. 1944), лекар, Директор здравеопазване област Бургас.
- Стойчо Младенов (р. 1957), български футболист и треньор